# Художественный музей Индианаполиса
Художественный музей Индианаполиса (англ. Indianapolis Museum of Art; сокр. IMA) — музей в Индианаполисе, США. Занимает площадь в 152 акра (0,62 км²) в кампусе северо-западнее Индианаполиса и недалеко от кладбища Crown Hill Cemetery.

## История

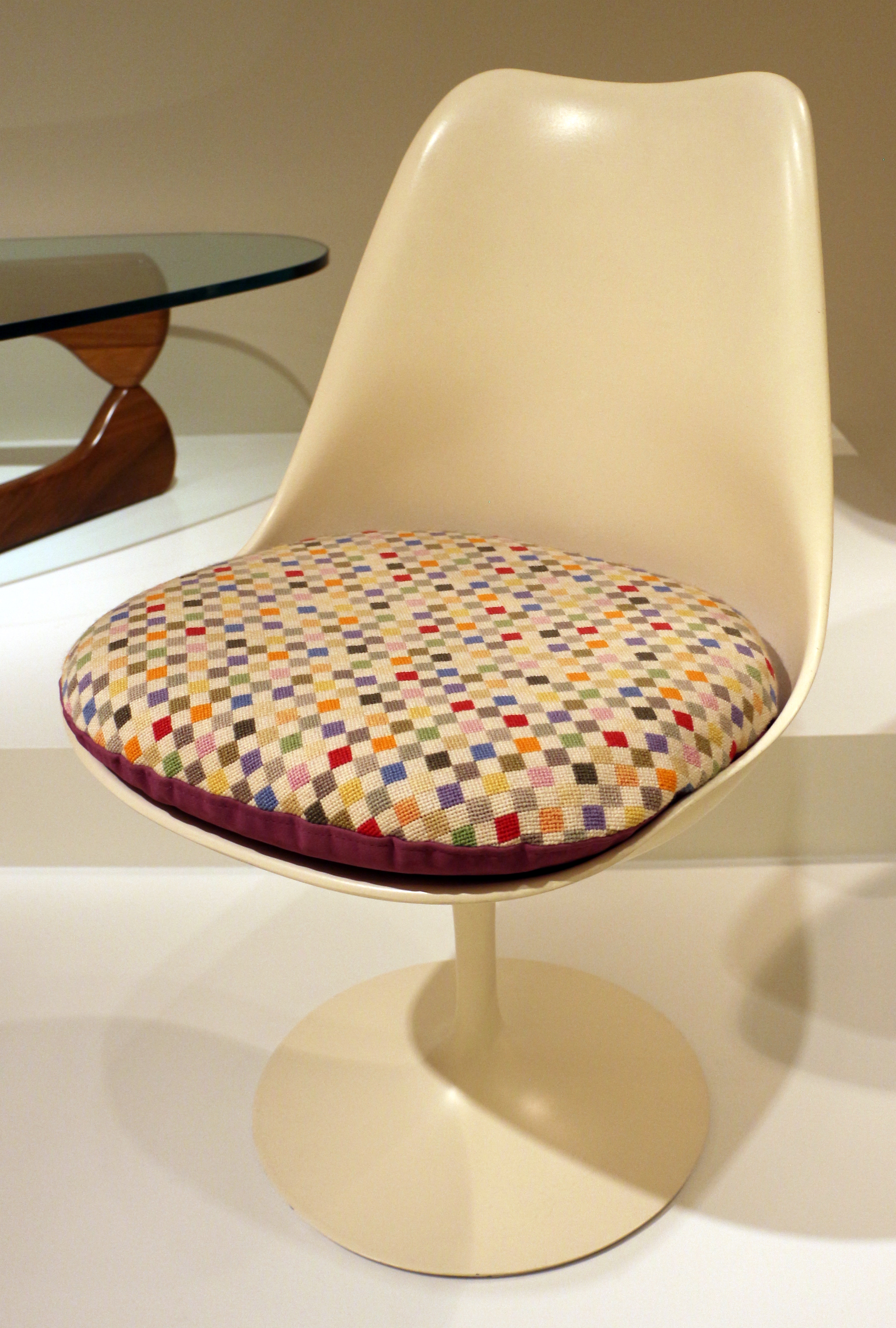
Ээро Сааринен. Кресло «Тюльпан» (1956). Художественный музей Индианаполиса

Основан в 1883 году творческим объединением Art Association of Indianapolis, первоначально был открыт в 1906 году как часть John Herron Art Institute. В 1969 году музей переехал в настоящее место расположения рядом с Индианаполисом. В 2009 году Художественный музей Индианаполиса был удостоен награды National Medal for Museum and Library Service.
Целью основанного музея было информирование общественности о визуальном искусстве и предоставление художественного образования. Объединение Art Association of Indianapolis 7 ноября 1883 года провело выставку, содержащую 453 произведения искусства от 137 художников. В 1895 году умерший состоятельный житель Индианаполиса — Джон Херрон (англ. John Herron) по завещанию оставил музею средства, которые должны были использованы для художественной галереи и школы с его именем. Институт искусства Джона Херрона открылся в 1902 году на углу улиц 16th Street и Pennsylvania Street, его первым директором в 1905 году стал Уильям Генри Фокс (англ. William Henry Fox).
В последующие годы коллекция музея пополнялась новыми произведениями, всё увеличиваясь. Вскоре настало время расширения площадей музея и наследники индианаполисского семейства Lilly передали в 1966 году художественной ассоциации Art Association of Indianapolis своё родовое имение Oldfields. В 1969 году, после переезда на новое место, Ассоциация искусств Индианаполиса официально изменила своё название на Художественный музей Индианаполиса.
На сегодня это — девятый по возрасту и восьмой по величине художественный музей в Соединенных Штатах, постоянная коллекция которого состоит из более чем 54000 работ со всего мира. Число его посетителей за 2010 год составило более четырёхсот тысяч человек.